# James Leo Herlihy
James Leo Herlihy, né le 27 février 1927 à Détroit et mort le 21 octobre 1993 à Los Angeles, est un écrivain, dramaturge et acteur américain.

## Biographie
Né une famille ouvrière de Détroit, Herlihy a étudié la sculpture pendant deux ans au Black Mountain College en Caroline du Nord. Il a ensuite étudié l'art dramatique au Pasadena Playhouse College of the Theater en Californie.
En 1960, il publie deux de ses œuvres majeures : Midnight Cowboy (Macadam Cowboy en version française) et All Fall Down. Une adaptation de Midnight Cowboy est réalisée en 1969 par John Schlesinger, avec Dustin Hoffman et Jon Voight)
En 1968, il signe le Writers and Editors War Tax Protest, document signés par de nombreux écrivains et éditeurs américains de l'époque dans lequel ils s'engagent à ne plus payer leurs impôts en signe de protestation contre la guerre du Viêt Nam. Trois ans plus tard, en 1971, il publie The Season of the Witch, roman rédigé sous la forme du journal intime d'un jeune homosexuel qui fuit la demeure de ses parents avec son amant afin de ne pas être enrôlé dans l'armée et envoyé au Viêt Nam.
James L. Herlihy met fin à ses jours en 1993 en ingurgitant une dose mortelle de somnifère. Il est alors âgé de 66 ans.

## Œuvre

### Romans
- All Fall Down (1960) Publié en français sous le titre De la plus haute branche, traduit par Gilbert Vivier et Jean-Gérard Chauffeteau, Paris, Stock, 1961 (BNF 33041144)
- Midnight Cowboy (1965) Publié en français sous le titre Un cowboy de charme, traduit par Antoine Gentien, Paris, Stock, 1966 ; réédition de la même traduction sous le titre Macadam cowboy, Paris, LGF, coll. « Le Livre de poche » no 3176, 1971 ; réédition, Paris, Stock, coll. « Bibliothèque cosmopolite » no 12, 1980  (ISBN 2-234-01216-3) ; réédition, Arles, Actes Sud, coll. « Babel » no 883, 2008  (ISBN 978-2-7427-7412-8)
- The Season of the Witch (1971)

### Recueil de nouvelles
- The Sleep of Baby Filbertson and Other Stories (1958)
- A Story That Ends with a Scream and Eight Others (1967)

### Théâtre
- Streetlight Sonata (1950)
- Moon in Capricorn (1953)
- Blue Denim (1958)
- Crazy October (1959)
- Stop, You’re Killing Me: Three Short Plays (1969)

## Adaptations au cinéma
- 1959 : Blue Denim (en), film américain réalisé par Philip Dunne, adaptation de la pièce éponyme, avec Carol Lynley et Brandon de Wilde
- 1963 : L'Ange de la violence (All Fall Down), film américain réalisé par John Frankenheimer, scénario signé William Inge d'après le roman De la plus haute branche (All Fall Down), avec Eva Marie Saint, Warren Beatty, Karl Malden et Angela Lansbury
- 1969 : Macadam Cowboy (Midnight Cowboy), film américain réalisé par John Schlesinger, scénario signé Waldo Salt d'après le roman éponyme, avec Jon Voight et Dustin Hoffman. Le film remporte l'Oscar du meilleur film à la 42e cérémonie des Oscars.